# Günther Haase
Günther Haase (Amburgo, 11 giugno 1925 – ...) è stato un tuffatore tedesco.

## Carriera
Alle Olimpiadi di Helsinki 1952 conquistò la più prestigiosa medaglia della sua carriera, giungendo sul terzo gradino del podio nella piattaforma 10 m. Nella medesima gara si è anche laureato campione europeo a Vienna, nel 1950.

## Palmarès
- Giochi olimpici

Helsinki 1952: bronzo nella piattaforma 10 m.
- Europei

Vienna 1950: oro nella piattaforma 10 m.